# 特斯科科湖

約1519年時的墨西哥谷地形（湖的範圍與上圖略有差異）

特斯科科湖（西班牙語：Lago de Texcoco），是一个历史上存在于墨西哥中部墨西哥谷中的内流湖，该湖湖平面海拔高达2,242米，在冬季枯水期分为五个相互连通的湖泊。
墨西哥城及其前身特諾奇提特蘭，原本即位于该湖中的岛屿上，由于城市的不断发展，该湖现已消失，仅在墨西哥城城东4公里处留下了一块盐碱沼泽，為密集都會區旁的一塊大空地，由于该湖的消失，墨西哥城已经成为了一座缺水城市。
另外，墨西哥城位於原該湖中鬆軟的湖泊沉積物上，這讓它在地震期間容易受到土壤液化的影響，並可能導致建築物的倒塌以及人員的傷亡。1985年墨西哥城大地震即為一個很好的例子，當時的地震使得墨西哥城受到嚴重的破壞。